# Hyles lineata
Hyles lineata, известен още като белоивичест сфинкс, е молец от семейство Sphingidae. Понякога се отнасят погрешно към колиброви поради сходния размер с птицата (5 – 8 см размах на крилата) и моделите на полета.
Като гъсеници Hyles lineata имат широка гама от цветни фенотипове, но показват последователно оцветяване при възрастни.

## Разпространение
Пеперудите Hyles lineata имат широк географски обхват в цяла Централна и Северна Америка.
Храни се е много различни растения гостоприемници като гъсеници и опрашва различни видове цветя като възрастни.
Ларвите са мощноядещи и се знае, че образуват масивни групировки, способни да навредят на посевите и градините. Като възрастни те използват както зрителното, така и обонятелното възприятие, за да намерят растения, от които събират нектар.

## Галерия
- Зелена ларва
- Близък план на главата